# 邪恶无休
《邪恶无休》（英語："No Rest for the Wicked"）是美国超自然题材电视剧《邪恶力量》第三季的第16集，也是这季的最后一集和全剧的第60集。剧集主创人埃里克·克莱普克担任编剧，金·曼纳斯导演，于2008年5月15日通过CW电视网首播。节目剧情讲述主人翁萨姆·温彻斯特（杰瑞·帕达里基饰）和迪恩·温彻斯特（詹森·艾克尔斯饰）兄弟俩在美国本土各地猎杀超自然生物，试图挽救迪恩的灵魂免遭诅咒。迪恩在上季结尾与恶魔达成一年契约，到这集时只剩下最后一天生命。兄弟俩必须找到持有迪恩契约的邪灵霸主莉莉斯。与此同时，莉莉斯还附身在一个小女孩身上，恐吓她的家人为乐，这一情节设计是在向《迷离时空》第3季第8集《美好生活》（It's a Good Life）致敬。
本集是凯蒂·卡西迪（Katie Cassidy）最后一次饰演邪魔鲁比（Ruby）起初还计划让萨曼莎·费里斯（Samantha Ferris）扮演的艾伦·哈维尔（Ellen Harvelle）一角回归。编剧原计划让萨姆在这集中通过接受自己的恶魔能力来挽救迪恩的生命，但由于2007年－2008年美国编剧协会大罢工的影响，这一剧情未能在本季展开。迪恩在本集结尾被杀，他落入地狱的镜头也是节目“视觉特效部门所做过的最复杂镜头”。
本集的收视率在第三季节目中属较高的一集，并且获得了评论员的普遍好评。遵从契约规定让迪恩落入地狱的剧情设计，以及帕达里基和艾克尔斯的表演都得到称赞。评论中普遍认为麦克康米克饰演的莉莉斯令人“毛骨悚然”，但给人的威胁感还是不及第二季中的阿撒兹勒（Azazel）。

## 背景
《邪恶力量》主要讲述萨姆和迪恩两兄弟在美国本土各地猎杀对社会构成威胁的超自然生物的故事。两人有时会得到家族友人鲍比·辛格（吉姆·比弗饰）的帮助。他们主要的敌人都是邪魔，是一些从地狱中逃出来的堕落人类灵魂。他们会附在人类身上，露出真面目时会出现一团黑烟。
邪魔阿撒兹勒曾在剧集的主要剧情开始22年前让萨姆和另一个婴儿一起服下自己的血液
，让他们也拥有恶魔的能力。阿撒兹勒在第二季最后一集《地狱敞开》里把两个已经成年的孩子聚到一起，让他们竭尽全力杀死对方，为自己的恶魔军队选出领袖。萨姆被超级强大的杰克·塔利（Jake Talley）所杀，但迪恩与十字路口恶魔达成交易，以自己的灵魂换取萨姆复活，这导致他只余下一年的生命。温彻斯特一家、鲍比和另一位猎人艾伦·哈维尔成功杀死了杰克和阿撒兹勒，但还是来不及阻止不计其数的邪魔逃出地狱。
鲁比就是其中一个逃出地狱的邪魔，她以前曾是个女巫，自称反对邪魔世界。她在第三季裏经常利用自己的杀魔刀和对巫术的了解帮助温彻斯特兄弟，但迪恩一直对她表现出的那种操纵他人的行径怀有戒心。随着最后期限临近，温彻斯特兄弟俩得知迪恩灵魂的契约掌握在阿撒兹勒的继承人莉莉斯手中，迪恩在被打入地狱前只剩最后一天的生命。

## 剧情
节目以迪恩·温彻斯特在树林里逃避一只地狱犬开始，他被其追上并撕咬时醒了过来，发现这只是一场梦。弟弟萨姆说鲍比已经想出一种找到莉莉斯的方法，但迪恩对成功不抱期望，打算好好过完自己剩下的时光。萨姆坚持要挽救哥哥的灵魂，这时迪恩产生幻觉，看到萨姆变成恶魔，于是假装同意来安慰弟弟。
鲍比确定莉莉斯身在印第安纳州波西县的新哈莫尼（New Harmony）。迪恩不想在没有充分准备的情况下发动攻势，但又拒绝向鲁比求助。萨姆瞒着哥哥召唤出鲁比，向她借杀魔刀，鲁经则称萨姆令敌人进入休眠状态的能力可以轻易杀死莉莉斯，因为她会觉得自己正在休息而放下防备。萨姆觉得这种方法应该可行，但迪恩突然出现，并设计鲁比走进邪魔陷阱而失去魔力，兄弟俩于是拿走了她的刀。虽然迪恩表示反对，但鲍比仍然坚持要陪同兄弟俩前往，并且还发现了迪恩的幻觉。死期将至的迪恩开始不再受到邪魔外表的影响，可以看到它们的真实形态。
三人到达新哈莫尼后发现，莉莉斯正附身在一个小女孩身上，并且恐吓她的家人。莉莉斯先是杀死了对自己“无理”的狗，然后又在祖父向邻居求助后扭断了他的脖子。鲍比开始向流往这户人家中的水赐福，萨姆和迪恩则诛戳了一些附在邻近居民身上的邪魔。鲁比突然怒气冲冲地现身，但还没来得及找兄弟俩算账就遇上迎面而来的大群邪魔。三人逃进房里，鲍比利用之前赐福的水制作出由圣水组成的屏障。迪恩带着女孩的父亲躲入安全的地下室，萨姆和鲁比上楼并分头行动寻找莉莉斯。萨姆在女孩的卧室找到了她，虽然起初有些犹豫，但他还是准备发起致命一击，但迪恩及时出现，说莉莉斯已经没有附在女孩的身上。随着午夜继续临近，他们把家里剩下的人都带进地下室。
萨姆恳求鲁比教他运用自己的能力，但鲁比表示已经太迟了。迪恩接受了自己的命运，等待午夜到来，但在地狱犬逼近时还是忍不住要逃开。兄弟俩和鲁比逃进一间屋子里，但迪恩很快意识到莉莉斯正附身在鲁比的肉身上。莉莉斯声称已经把鲁比送到“很远很远的地方”，她用念头将兄弟俩击倒，然后打开门把地狱犬放进来。正在迪恩被撕咬致死的同时，莉莉斯用手释放出白色能量攻击迪恩，但却没有任何效果，于是她马上在萨姆能够反击以前脱离了肉身。悲痛欲绝的萨姆托住迪恩，后者的灵魂已经进入地狱，悬挂在大片的链条和钩子上。

## 制作

### 演员选择
《邪恶无休》是凯蒂·卡西迪最后一次饰演邪魔鲁比，由于预算上的原因，这一角色在第四季中将改由吉妮薇芙·克泰西（Genevieve Cortese）诠释。节目编剧原计划让萨曼莎·费里斯出演的猎人艾伦·哈维尔回归，这个客串角色本已在之前的剧集中死亡。最终费里斯谢绝了出镜机会，觉得报酬太低，不值得浪费自己的时间。剧中的主要反面角色莉莉斯来源于神话人物，本集中她由谢拉·麦克康米克饰演。节目编剧塞拉·甘布尔（Sera Gamble）评价称这一人选“耐人寻味”，因为这样呈现出的莉莉斯既让人感到折磨，又有些毛骨悚然:99。

### 编剧
《邪恶无休》的剧本由剧集主创人埃里克·克莱普克编写，原本使用的标题是:95。大部分剧情都是在向《迷离时空》第3季第8集《美好生活》致敬，这集节目讲述了一位拥有强大异能的孩童在自己生活的小镇上兴风作浪:97。克莱普克在编写剧本的过程中发现有许多镜头难以用言语表达，但他对其中吓人的桥段还是非常满意，觉得“实在太有趣了”，效果上“恰到好处”:97-98。
编剧起初打算让萨姆挽救迪恩免被打入地狱，并且有可能是在《邪恶无休》的剧情之前。萨姆会屈从于自己的邪魔力量，并在能够完全操纵自己的黑暗力量后前去追杀莉莉斯。双方的大战会“更加高潮迭起”，温彻斯特一家将“全面开战来挽救迪恩的生命”:95。但到了节目进行期间，一众编剧意识到这样的剧情设计会导致拍摄成本高涨，因此需要做偏于保守的调整:95。与此同时，2007年－2008年美国编剧协会大罢工令局势雪上加霜，导致编剧们无法在第三季里让萨姆的邪魔能力逐渐演化，这一部分故事情节不得不全部推迟到第四季。这样，山姆的剧情也就不再与迪恩相配合，众编剧在送迪恩下地狱这一决定上始终如一，从没有过任何犹豫。克莱普克对第二季的结局“就那样结束”感到不满，他觉得《邪恶无休》的结局扣人心弦，能够让观众“（忍不住要）咬指甲”:95。虽然许多观众都期望迪恩能活下来，但他被囚禁在地狱这一剧情也是角色乃至整个剧集的“转折点”。克莱普克对此表示：“你需要有非常重大的事件发生才能让角色产生根本性的转变，让他们朝新的方向前进。所以迪恩在地狱里的遭遇，以及他如何逃生就成为第四季的关注焦点”。

### 地狱
《邪恶无休》的最后一幕显示迪恩被挂在地狱的钩子上，看起来似乎位于上千公里锈迹斑斑铁链的中心，克莱普克形容这一幕仿佛“莫里茨·科内利斯·埃舍尔遭遇《养鬼吃人》”。这段镜头原本的设计是让迪恩身处一个“非常肮脏、血腥的屠宰场，被多个钩子吊起来”，并且他还会在落入黑暗中时开始惨叫:100。但克莱普克、曼纳斯和海登经过多轮探讨后决定对地狱进行“史诗般惊鸿一瞥”的呈现:100，不过他们也避免了火与硫磺的描述，专注于更具性价比的视觉特效:101。由于对地狱的认识各不相同，所以在剧中究竟应该如何表现这点经过反复辩论。这段镜头与许多“铁链和人被分尸”的说法相符，但艺术指导设计师约翰·马西努克（John Marcynuk）觉得，其场面应该“更显神秘和黑暗”。他对此表示：“在我看来越模糊越好，因为这样你就让想像占据了至高点。不同的人有不同的恐惧，地狱就是人的煎熬”:100。编剧塞拉·甘布尔认为，迪恩所在的位置更像是某种“等候室”，是人们在拿到签到表前所待的地方，只要迪恩进入地狱的第一个房间，一切都将与他曾经历过的截然不同。
艾克尔斯拍摄这场戏的过程苦不堪言，各种钩子和假肢所需要的化妆时间长达4小时。他的手腕、脚踝以及腰间绑有袖带和安全带，用来将他拉至离地约4米高，背后则是绿屏:102。男演员对此感到很不舒服，安全带也因此滑开，导致其扣具卡入艾克尔斯的臀部，这场镜头一共拍了4次，其中有3次都出现了这种情况:103。艾克尔斯逐渐降回地面时脸上还流下了眼泪:103，认为这是他为拍摄单独一个镜头肉体上最遭罪的一次:102。
这段镜头耗费了节目视觉特效部门10天时间完成，也成为该部门面临的一大挑战，他们为此经常把这10天制作过程称为“地狱镜头”:101-102。原计划这段镜头长约12到13秒，但最终却延长到了35秒，对于高清影片来说，这样的渲染需要非常大的工作量。他们还需要通过数字技术去除艾克尔斯身上所绑的线条，并加上锁链。镜头中还多次出现闪电，这些闪电是根据现实中的闪电效果完成，以求达到曼纳斯和摄影师塞吉·拉杜塞尔（Serge Ladouceur）的要求。特效部门必须对闪电的频率进行适当的模拟，还要对其随机性进行逆向工程研究:101-102。因为在这样的程度上呈现地狱会令镜头非常复杂，对拍摄预算产生不利影响，所以将来的同类呈现会受到非常严格的限制。

### 拍摄
本集节目的主体拍摄工作在加拿大不列颠哥伦比亚的温哥华进行。剧中社区的镜头是在真实的住宅区取景，剧组请当地居民在酒店住了两晚以完成拍摄:99。剧中萨姆和迪恩看到街对面那位老祖父被杀害的镜头虽然看起来是在一处房内拍摄，但两位男演员实际上是站在街对面一个两层楼高的脚手架上，其视线所透过的窗户也是假的。他们待在室内的镜头与身处地下室的镜头都是在同一位置拍摄:99-100。

### 音乐
本集节目中的合成管弦乐由杰·格拉斯卡（Jay Gruska）谱曲，他和《美好生活》中的一位演员是朋友，所以特别高兴能够为本集作曲:98。不过，这些音乐并没有受到《迷离时空》的影响:98，格拉斯卡更倾向于根据节目的视觉风格来进行创作:99。他使用玩具钢琴中的高音来在节目的惊吓场面加入孩童的声音，其中还融入了低音，来表现出“绝对的险恶”:98。
除了这些配乐外，《邪恶无休》也遵循《邪恶力量》的传统采用了摇滚歌曲。萨姆和迪恩在前去新哈莫尼的路上所唱的歌曲是邦·乔维的（意为《懸賞，不論死活》）:99。为了掩盖艾克尔斯“给人留下深刻印象的歌声”，克莱普克还特地要求这位男演员唱走调。

## 反响

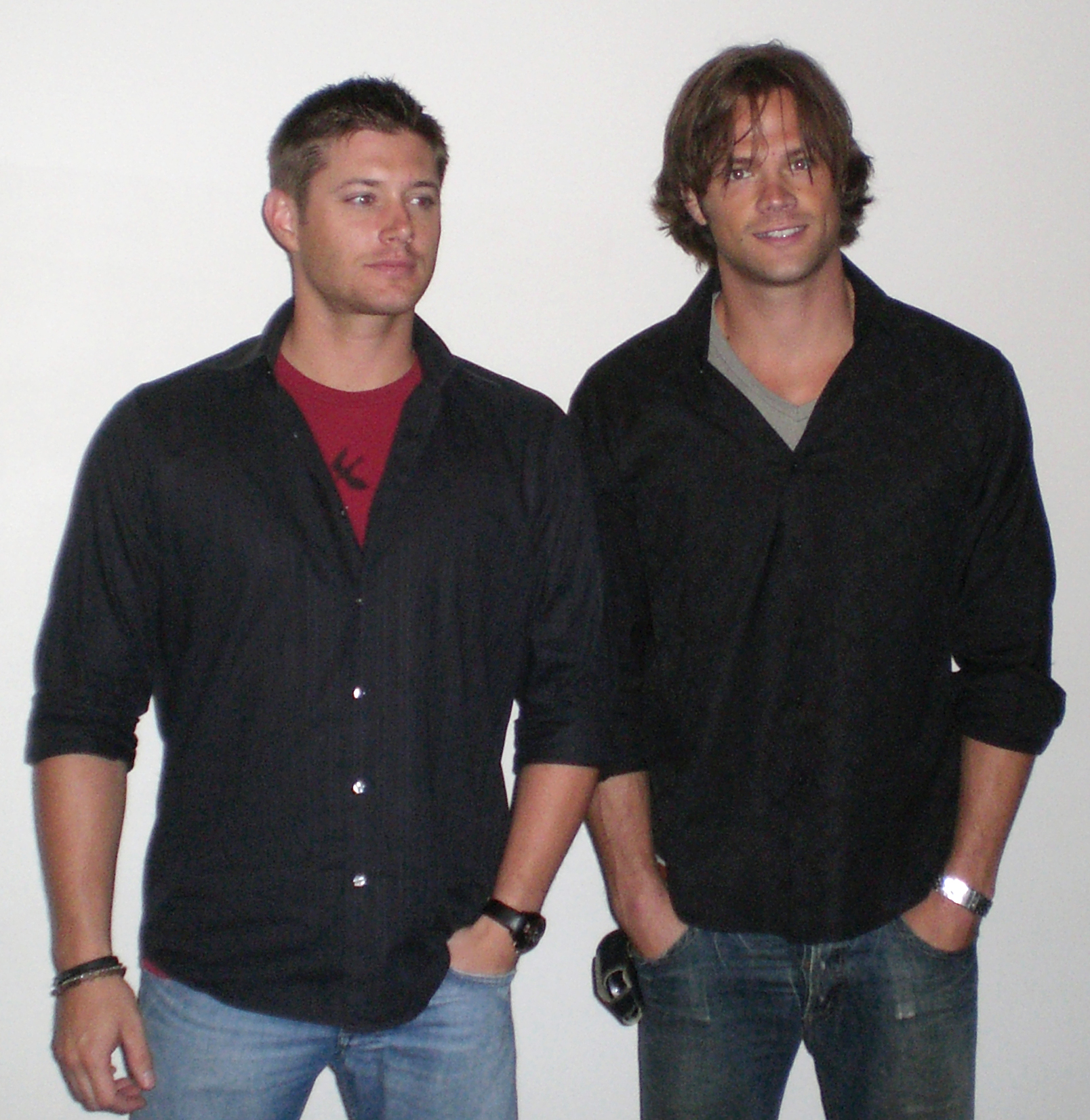
艾克尔斯（左）和帕达里基（右）的表演获得赞誉

《邪恶无休》的首播吸引了299.8万观众收看，并且得到了评论员的普遍好评，《电视指南》于2009年将其评为“史上百集最佳电视剧”第95名。网站的唐·威廉姆斯（Don Williams）认为节目结局“简直太棒了”，并且将其评为《邪恶力量》前三季所有节目的第10名。虽然他佩服节目让迪恩遵循一年前订下的契约落入地狱，但对这一结局仍然感到非常意外，因为之前温彻斯特兄弟也曾死过，但之后很快就复活了。威廉姆斯还觉得萨姆和迪恩齐唱，以及迪恩承认他对弟弟的感情是自己最大弱点这两段情节令人难以忘怀。电视指南的蒂娜·查尔斯（Tina Charles）也有类似看法，形容本集“令人毛骨悚然的同时，又集悬疑、搞笑和忧伤于一身，实在是太棒了”，几乎接近第一季最后一集《魔鬼的陷阱》（Devil's Trap）的高度。她特别称赞了一众演员的表演，帕达里基的表现已经有了质的进步，艾克尔斯也集多方面的完美表现于一身。查尔斯指出，艾克尔斯是全方位的演员，无论是迪恩的固执、不恰当的幽默、绝望和死亡，他都表现得游刃有余。查尔斯称麦克康米克让她感到“毛骨悚然”，觉得这集节目可以与《迷离时空》相提并论。此外，邦·乔维的歌曲也让她非常意外，受到彻底的震撼，几乎“一瞬间就成了经典”。不过她对节目最失望的方面则是萨姆没有朝自己的阴暗面转变。《芝加哥論壇報》的莫琳·瑞安（Maureen Ryan）认为这是《邪恶力量》第三季的瑰宝之一，并且很可能会成为她在该剧所有节目中最喜欢的其中一集。《圣迭戈联合论坛报》（The San Diego Union-Tribune）的卡拉·彼得森也有同样看法，给予这集（最高）的高度评价。唯一的缺陷就是开头不大顺利，并且部分镜头的节奏有些古怪。她认为这集节目让观众笼罩在恐惧之中，其表现令人刮目相看，并且还有一首非常出众的邦·乔维歌曲。
电视小队的布雷特·洛芙（Brett Love）认为本集从优异结局的角度上看还有欠火候。虽然对迪恩正像契约中规定的那样死去感到意外，并且对这一设定给第四季产生的影响倍感期待，但他对莉莉斯一角略感失望。麦克康米克的表现值得肯定，但还不及弗瑞德里克·林恩（Fredric Lehne）诠释的阿撒兹勒那样“来势汹汹而且可怕”。莉莉斯恐吓一家人的剧情设计对于平常的一集来说或许足够，但还不足以让一季的结局出类拔萃。网站的戴安娜·斯汀伯根（Diana Steenbergen）觉得莉莉斯的一些镜头对节目产生了负面影响，因为观众“很快就明白了这到底是怎么回事”。她总体上还是很喜欢这集，评分有8.9（最高10分）。斯汀伯根赞赏其中兄弟情谊的表现，并且很高兴看到节目遵守契约的规定，把迪恩打入地狱，还称剧中地狱犬的袭击是“这个节目至今最吓人的内容之一”。她也像查尔斯那样称赞了演员的表演，称“随着最后期限的临近，我们（也）能够感觉到（迪恩的）恐惧。”斯汀伯根还在评论中指出，萨姆在无从挽救哥哥性命时那强自克制的愤怒，以及随之而来的悲伤，都是帕达里基表现最优异的时刻，并且“莉莉斯附身鲁比的肉身后那小女孩般的举止远比鲁比的强悍一面更令人胆寒，并且也更耐人寻味”。